# スズキ・トモ
スズキ・トモ（すずき とも）は、日本の経済社会制度設計研究者。オックスフォード大学教授を経て、早稲田大学商学学術院教授。元内閣総理大臣補佐官顧問。元中華人民共和国財政部やインド企業省アドバイザー。

## 人物・経歴
静岡県生まれ。1987年明治大学入学。1990年公認会計士第二次試験合格（1994年 三次試験）。1991年明治大学商学部卒業。1995年ロンドン・スクール・オブ・エコノミクス 哲学部 MSc. in Philosophy of Social Sciences 社会科学方法論 修士。2000年ロンドン大学常任講師。2001年オックスフォード大学 D.Phil. 博士。2002ｰ2016年オックスフォード大学 常任講師、リーダー、教授（Professor of Accounting ＆ Sustainability Management）を歴任。チャールズ皇太子Accounting for Sustainability Foundation 初代学術委員。エリザベス女王・王室高等教育機関褒賞選定リーダー。その他国連機関（UNEP・UNDP）やOECD等の国際機関や中国・インドの閣僚級政治家や省庁と協働。ステークホールダーの望ましい経済行動を誘引するナッジを考案し、インドで短期利益最大化行動を戒め、CSR文化を醸成したOne Additional Line革命で知られる。イギリス市民権を取得。2016年難病特殊疾病手術のために渡日。2017年早稲田大学商学学術院教授、早稲田大学産業経営研究所兼任研究所員。2020年法務省危機管理会社法制会議委員。2022年～自由民主党日本Well-being計画推進特別委員会。2022年内閣総理大臣補佐官主催勉強会「女性と経済」顧問。2023年内閣総理大臣補佐官顧問。中国・インドなどの新興国のサステナビリティ研究を経て、日本などの成熟経済社会の持続的発展政策研究を推進。

## 著書
- 『オックスフォード・レポート：日本の経済社会に対するＩＦＲＳの影響に関する調査研究（The Impact of IFRS on Wider Stakeholders of Socio-Economy in Japan）』金融庁提出 ポリシー・ディスカッション・ペーパー (2012年6月14日；金融大臣ポリシー発表日に金融庁ホームページで同時掲載）P1 - P217  2012年03月 https://x.gd/iBLlr
- One Additional Line革命「『一行』で短期利益最大化行動を修正する － インドの社会的責任会計「革命」」；学術と動向（日本学術会議）『フューチャー・デザイン』フューチャー・デザイン特集 23 ( 6 ) P52 - P55  2018年06月 https://x.gd/LZIzy
- 関経連レポート/成熟経済社会レポート『成熟経済・社会の持続可能な発展のためのディスクロージャー・企業統治・市場に関する研究調査報告書 ＜四半期毎の開示制度の批判的検討を契機とする＞』関西経済連合会 委託報告書 pp.1 - 315  2021年03月 https://x.gd/yrewc
- 『「新しい資本主義」のアカウンティング 「利益」に囚われた成熟経済社会のアポリア』中央経済社 2022年 https://x.gd/gyUr1